# حمام تاجة
حمّام تاجة من حمامات بغداد العامة ويقع في عقد الجاموس،بجانب الرصافة من بغداد ، وتحديداً في محلة الحاج فتحي في وسط عقد الجاموس تقريباً على يمين الذاهب من العوينة إلى سيد سلطان علي.وبعضهم من أشار إلى ان عقد الجاموس محلة وليس عقد، حيث ان عقد الجاموس محلة قد نشأت ضمن محلة سيد سلطان علي .ولكن هناك إشارة في الإعلام الشرعي المؤرخ في 20 رجب 1270ه‍، يفهم منها ان جامع سيد سلطان علي كان يعد، في ذلك التاريخ، من محلة عقد الجاموس.